# ミドリイガイ
ミドリイガイ（緑貽貝、学名：Perna viridis）はイガイ科に属する二枚貝の1種。日本には本来分布していない外来種。

## 分布
インド洋、西大西洋、ペルシャ湾を原産地とする。
日本では、本州（山形県以南）、四国、九州、南西諸島（沖縄本島、石垣島）に移入分布する。海外では、カリブ海、メキシコ湾、オーストラリア沿岸に外来種として定着している。

## 特徴
殻長10cm。殻色は光沢のある青緑色。殻頂は尖ってやや曲がる。
内湾の岩礁や岸壁に固着して群生する。サキシトキシンという麻痺性毒物を蓄積していることがある。

## 外来種問題

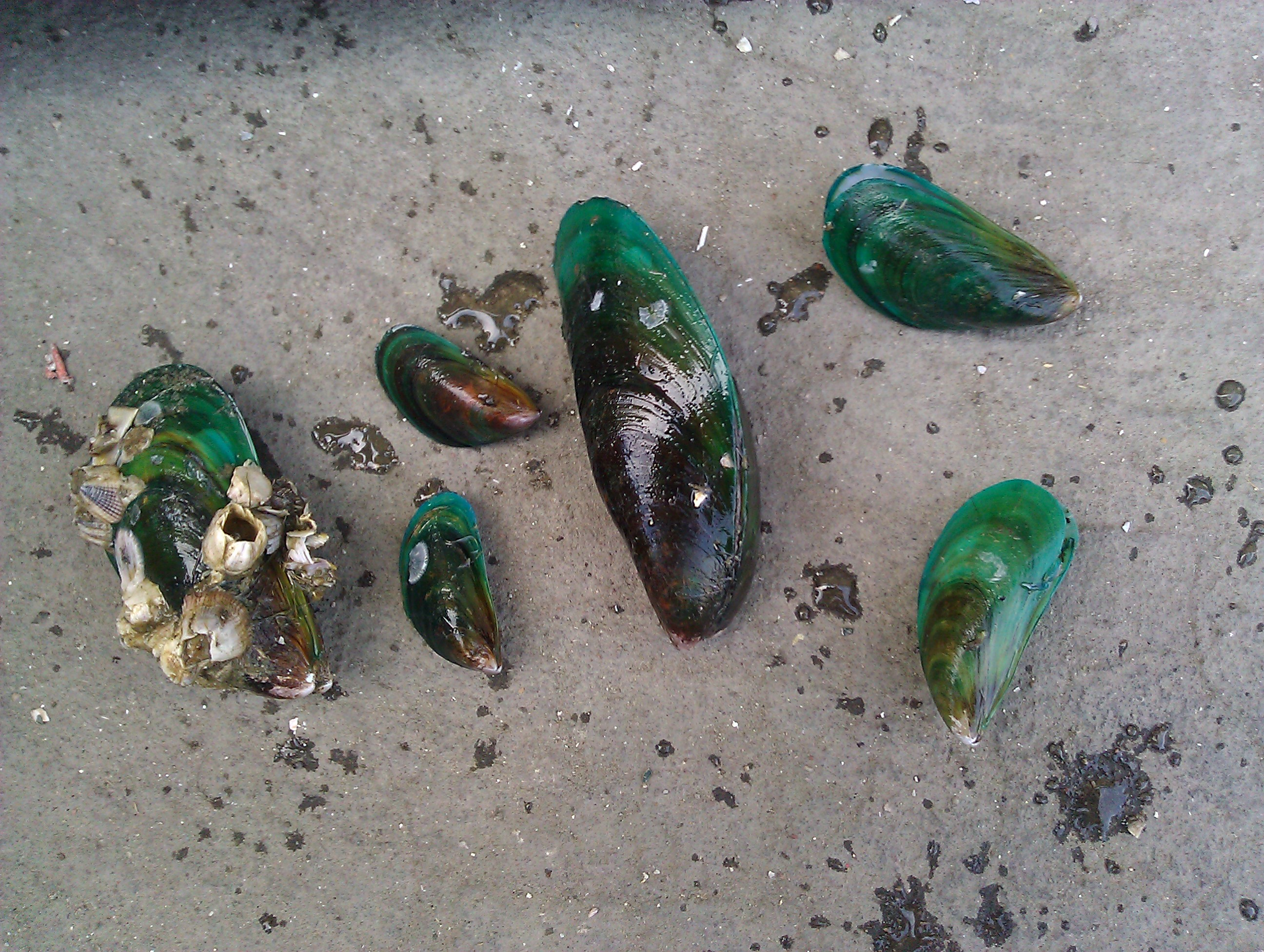

日本では1967年に兵庫県の御津町で初めて発見され、1980年代には東京湾と大阪湾、1990年代には伊勢湾と三河湾など各地の都市周辺海域で確認されている。バラスト水に混入したり、船体の付着により導入されたと考えられており、温排水付近で生活することで越冬を可能にしている。内湾などでは本種のほかに、人間の貿易活動に便乗して非意図的に侵入したムラサキイガイやヨーロッパフジツボなどの外来種が優占する生物相が形成されている。
本種の定着による在来生態系やカキ養殖などの水産業への影響が危惧されている。また、取水施設への汚損被害を与えており、手作業による駆除が行われている。
外来生物法により要注意外来生物に指定されている。
本種の他に、同属のペルナイガイ P. pernaやモエギイガイ P. canaliculusの導入も心配される。

## 利用
東南アジアやニュージーランドでは食用にされる。